# Права животных в Швеции

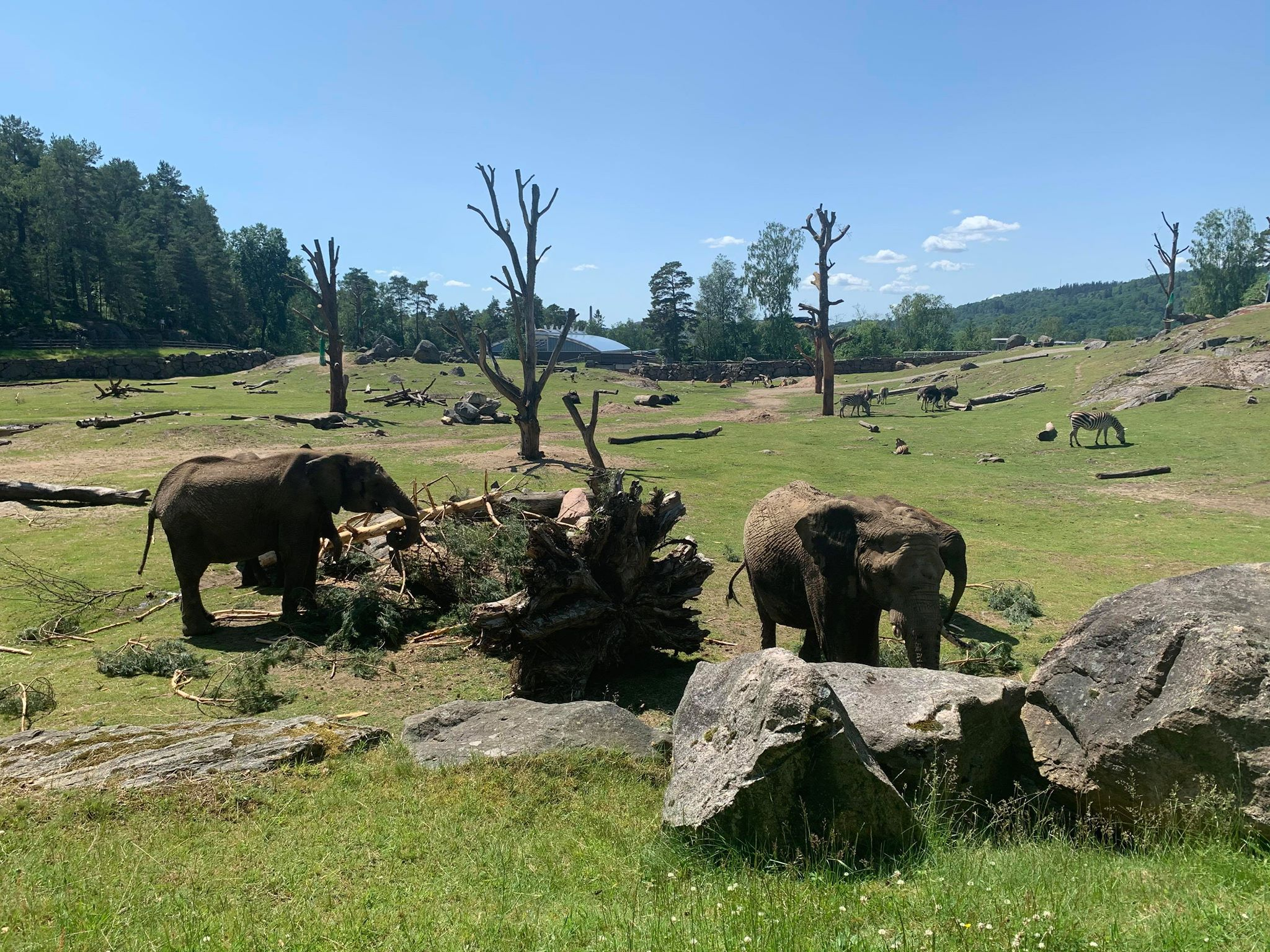
Слоны в зоопарке города Борос (Швеция)

Швеция — одно из ведущих государств в сфере защиты прав животных. Так, Швеция наравне с Великобританией, Данией, Нидерландами, Австрией и Швейцарией возглавляет рейтинг World Animal Protection 2020, оценивающий законодательство и политику в этой сфере. Первый закон, запрещающий жестокое обхождение с животными, был принят в 1857 году. Далее акценты в законодательстве постепенно смещались с защиты от жестокости до обеспечения прав животных. Швеция признает животных разумными существами и обязывает относиться к ним с уважением, удовлетворять их потребности и не подвергать излишним страданиям. На данный момент шведское законодательство по защите прав животных на порядок жестче директив ЕС. Большую роль в этом сыграло давление общества на правительство, пищевую промышленность и индустрию развлечений. Люди требовали, чтобы о животных заботились и они чувствовали себя хорошо.

## Законодательство и ответственные государственные учреждения
Статья 13 Договора о функционировании Европейского Союза признает животных разумными существами и требует от государств-членов в полной мере учитывать требования по обеспечению потребностей животных. Швеция полностью следует этой логике, акцентируясь в своем профильном законодательстве на необходимости предотвращения страданий и уважении к естественному поведению зверей. В общем, это превентивные законы. Их цель — предотвратить страдания животных путем регуляции, в каких условиях и каким образом их нужно содержать.
Вопросами обеспечения прав животных занимается несколько государственных учреждений.
- Министерство народного хозяйства (Näringsdepartementet) и министр по делам сельских местностей (Sveriges landsbygdsminister) на правительственном уровне отвечает за политику в сферах животноводства, разведения рыбы, охоты и разведения дичи.
- Государственное управление по сельскому хозяйству (Jordbruksverket Архивная копия от 19 августа 2020 на Wayback Machine), исполнительное учреждение, а также экспертный орган правительства в сферах сельского хозяйства, садоводства и защиты животных. Управление разрабатывает инструкции по уходу за разными видами животных, ведет реестр собак и лошадей[7][8], зарегистрированных в Швеции, управляет районными ветеринарами.
- Государственное управление по надзору за продуктами питания (Livsmedelsverket Архивная копия от 7 августа 2021 на Wayback Machine) — административный орган, ответственный за качество и безопасность продуктов питания — проводит проверки боен.
- Государственное управление по защите окружающей среды (Naturvårdsverket Архивная копия от 13 августа 2020 на Wayback Machine) регулирует вопросы сохранения биологического разнообразия, исследования окружающей среды, охоты и т. д.
- Государственный ветеринарно-медицинский институт (Statens veterinärmedicinska anstalt Архивная копия от 4 апреля 2022 на Wayback Machine) — экспертная организация, занимающаяся вопросами здоровья животных, предотвращения, диагностики, контроля инфекционных болезней. Одно из его заданий — расследовать причины, происхождение и распространение инфекционных заболеваний у животных.[1]

На данный момент сфера защиты животных регулируется законами «О защите домашних животных» от 2018 года (Djurskyddslag (2018:1192); «О присмотре за собаками и котами» (Lag (2007:1150) om tillsyn över hundar och katter); «О праве и правилах охоты» (Jaktlag (1987:259), а также «Порядком обеспечения защиты домашних животных» (Djurskyddsförordning (2019:66), многочисленными положениями об условиях содержания тех или иных животных и стандартами, разработанными представителями животноводства (принятыми в том числе навстречу общественному мнению и в некоторых случаях даже жестче, чем требования государства).
Закон «О защите домашних животных» (Djurskyddslag (2018:1192) регулирует права домашних и лабораторных животных. Он гласит, что ко всем животным нужно относиться хорошо, защищать их от болезней и излишних страданий. Им необходимо уделять достаточное внимание, а также обеспечивать чистой водой и едой, адаптированной под нужды животного. Закон запрещает бросать домашних животных, а также бить их, наносить увечья и перетруждать. Также закон предусматривает возможность изъятия животного у хозяев, если они ему причиняют страдания и игнорируют замечания контролирующих органов.
Защита диких животных регулируется в том числе законом «О праве и правилах охоты» (Jaktlag (1987:259). Он защищает диких животных, и предусматривает, что охотиться на них следует, не причиняя излишних страданий. Животных нельзя преследовать и нарушать их спокойствие с целью иной, чем охота.
За жестокое отношение к животным (намеренное или по халатности) уголовный кодекс предусматривает штраф или тюремное заключение до двух лет (Раздел 16, ст. 13). Лица, подвергающие опасности животных и растения при помощи ядов, распространения инфекционных заболеваний, вредителей и сорняков, несут наказание в виде штрафа или до двух лет лишения свободы. При отягчающих обстоятельствах — до шести лет (BrB Раздел 13, ст. 8).
В целом, требования шведского законодательства в этой сфере жестче, чем предписания ЕС.

## Обращение с животными

### Животные компаньоны
В 1989 году Швеция ратифицировала Европейскую конвенцию по защите домашних животных. Она запрещает бросать домашних животных, а также причинять им излишнюю боль и страдания. Также запрещены хирургические операции без медицинских показаний, лишь с целью изменения внешности питомца (например, купирование хвостов и ушей, удаление когтей и голосовых связок). Исключение — кастрация и стерилизация.
Шведское национальное законодательство также настаивает на том, что домашние питомцы должны быть обеспечены адекватной заботой и питанием, ветеринарным сопровождением, а также средой, способствующей естественному поведению и поддержке здорового способа жизни.
Правила Государственного управления по сельскому хозяйству о содержании собак и кошек подробно регулируют условия, в которых должны содержаться домашние питомцы, в том числе параметры воздуха, противопожарную безопасность, объём достаточного общения и умственной стимуляции, оптимальную организацию пространства. Так, у котов должна быть возможность каждый день лазить и точить когти. Им нужно удобное место для отдыха, а также пространства, где они могут прятаться и сидеть на возвышении. Котам также необходим инвентарь, игрушки, которые помогут реализовывать их охотничьи инстинкты.
Собаки нуждаются в ежедневном социальном контакте с людьми или другими собаками. Им необходимо обеспечить движение, отдых, а также умственную стимуляцию (возможность вынюхивать, охотиться, играть). Опекун должен обеспечить нахождение животного в комфортных теплых/прохладных условиях большую часть дня. В этой инструкции также находится общий совет выгуливать собак минимум каждые шесть часов, а молодых и старых животных чаще. И хотя это лишь общая рекомендация, исследования показывают, что шведы стараются ей следовать. И хотя работающие шведы чаще оставляют собак дома, некоторые берут их с собой на работу (а ещё больше хотели бы иметь такую возможность) или определяют питомцев в собачьи «садики».
Сейчас в Швеции живёт более двух миллионов котов и собак. В каждом пятом домохозяйстве живёт минимум одна кошка, а в 15 % домохозяйств есть собака. Все собаки в Швеции чипируются и заносятся в специальный реестр, который ведет Государственное управление по сельскому хозяйству. В этом реестре находится информация о каждой собаке и её опекуне. Это помогает быстро найти опекуна сбежавшего, брошенного или агрессивного животного.
Собаку могут изъять у содержателя, если ей систематически угрожает опасность или она испытывает сильный дискомфорт. При этом бывшего опекуна могут заставить покрывать расходы на содержание. Также лицу, не справившемуся с опекой над собакой, могут запретить вновь заводить это животное.
Активисты также добиваются создания общего реестра для кошек. Они уверены, что это поможет решить проблему 100 тысяч бездомных кошек в Швеции, а также прекратить практику, когда обладатель охотничьей лицензии получает право убить кота, который расценивается как брошенный или потерявшийся. В плотно населённых местностях для этого требуется разрешение полиции.

### Служебные животные

#### Собаки
В шведской полиции служат более 400 собак, в большинстве это немецкие или бельгийские овчарки-малинуа. Собак используют для поиска людей, улик, взрывчатки, наркотических веществ, а также при патрулировании. Полицейская собака живёт в семье кинолога, который работает с ней. Кинолог обязан заботиться о животном должным образом и дрессировать его даже в свободное время.
В январе 2020 года в Швеции работала 261 собака-поводырь. Они помогают людям с нарушениями зрения ориентироваться в пространстве. Чтобы получить собаку-поводыря, человек должен быть совершеннолетним, иметь серьёзные нарушения зрения, проживать в Швеции, а также иметь стабильное социальное положение и возможность заботиться о собаке.
Перед началом работы в возрасте двух лет, собаки-поводыри проходят многомесячную специальную подготовку. Хозяин собаки должен обеспечить ей должную заботу в соответствии с законом «О защите домашних животных»; контролировать её вес и состояние здоровья; обеспечивать дрессуру, а также физическую и интеллектуальную стимуляцию, необходимую для выполнения функций поводыря.
С возраста восьми лет собака должна проходить обязательные осмотры у ветеринара, который определяет, может ли она выполнять свои обязанности. Независимо от состояния здоровья, в одиннадцать лет собака заканчивает свою карьеру и возвращается под опеку Национальной ассоциации слабовидящих (которая занимается подготовкой собак-поводырей). Ассоциация продает престарелых псов за символическую цену, стараясь обеспечить им хорошие условия и минимум переездов.

#### Лошади
Закон «О защите домашних животных» запрещает ездить на лошадях, используя оборудование, способное нанести им вред или причинить страдания. Запрещено также перетруждать или бить лошадей. Конюшни должны обеспечивать адекватную защиту, давать возможность животным двигаться и отдыхать в естественных позах. С 2016 года в Швеции действует центральный реестр лошадей, где должны быть зарегистрированы все кони, пребывающие в стране более 90 дней. Это позволяет понять, сколько лошадей живёт в Швеции, как они передвигаются по стране, а также найти информацию о животном, например, по номеру чипа.

### Животноводство
Согласно отчету Организации экономического сотрудничества и развития, в Швеции действуют 67 тысяч ферм, 75 % из них считаются коммерческими. В последние десятилетия наблюдается тенденция укрупнения фермерских предприятий. В 1990 году половина молочных коров жили на фермах, где было не более 24 коров. 25 лет спустя этот показатель составлял 73 коровы. Аналогично, в 1990 году половина свиней жила на фермах, где их было не более 119; в 2015 году — 657. С другой стороны, наблюдается сокращение поголовья сельскохозяйственных животных. Так, с декабря 2000 года общее поголовье крупного рогатого скота уменьшилось на 13 %, количество молочных коров — на 29 %.
Требования шведского законодательства обеспечивать сельскохозяйственным животным условия, соответствующие их биологическим потребностям, намного жестче, чем общеевропейские предписания. А корпоративные стандарты в некоторых случаях (например, для производства органического молока) выставляют ещё более жесткие требования, чем на законодательном уровне. Закон «О защите домашних животных» предписывает, что сооружения, загоны и ограждения для скота должны обеспечивать животным достаточную защиту. У зверей должна быть возможность свободно двигаться и отдыхать в естественной для них позе. Животные должны содержаться в чистоте; параметры температуры, освещения, громкости должны быть адаптированы под конкретный вид. Закон также настаивает, что убой животных должен осуществляться таким образом, чтобы не причинять животным излишние страдания и дискомфорт. Запрещается кошерный убой. Транспортировка животных на убой ограничивается восемью часами. «Порядок обеспечения защиты домашних животных» регулирует вопросы животноводства, детально прописывая, в каких условиях должны содержаться конкретные виды животных.
Ученые высоко оценивают уровень заботы о свиньях на шведских фермах. Большинство из производителей свинины по требованию крупных боен, ассоциаций фермеров принимают участие в программах гарантии качества, которые предусматривают в том числе и обеспечение животных хорошими условиями. В Швеции запрещено содержать свиней в стойлах. У них должна быть возможность передвигаться, а летом по возможности — выходить на улицу. Запрещено добавлять антибиотики для стимуляции роста, кастрировать поросят без анестезии, а также вырывать зубы и купировать хвосты.
В мире существует практика купировать хвосты свиньям, так как животные обгрызают их из-за стрессовых условий жизни на крупных фермах. Шведский опыт показывает, что более низкая плотность содержания сельскохозяйственных животных, организация достаточного пространства для кормления, не полностью решетчатые полы, жесткие ограничения уровня вредных газов позволяют решить проблему без купирования хвостов.
Государственное управление по сельскому хозяйству регулирует, в каких условиях живут бройлеры, в частности освещение и уровень аммиака в воздухе. Количество птицы на фермах должно быть в пределах 20-36 кг/м2. Запрещено дебикирование (удаление клюва). В целом, нельзя содержать кур в клетках, за исключением пород, весящих до 2,4 кг и на период до двух лет. Требуется обеспечивать потребности кур-несушек в гнездах, насесте, возможности купаться в песке. С 2012 года запрещено содержать кур в многоярусных клетках. Власти призывают полностью отказаться от любых клеток для кур.
Регулируя молочное животноводство, шведское законодательство запрещает изолированные индивидуальные загоны для телят старше восьми недель за исключением требований ветеринара. Такие загоны в любом случае должны иметь отверстия в стенах, чтобы телята могли поддерживать зрительный контакт. Также их нельзя содержать в темноте. Ответственное лицо должно навещать телят минимум дважды в день (если они в помещении) и один раз день, если они находятся на пастбище. Летом скот должен находится на пастбищах.

#### Пушная промышленность
С 2008 года на общеевропейском уровне действует запрет на производство, экспорт и импорт меха собак и котов. В Швеции для разведения меховых животных необходимо получить специальное разрешение и выполнять условия содержания животных, разработанные Государственным управлением по сельскому хозяйству: размер клеток, параметры воздуха, социализация и т. д.
В 1990-х власти стали требовать, чтобы у пушных лисиц была возможность проявлять естественное поведение, а именно двигаться, рыть и общаться с другими лисицами. Выполнение данных предписаний сделало разведение лисиц экономически невыгодным. В Швеции до сих пор разрешено разведение норки и шиншиллы, хотя последняя ферма по разведению шиншилл закрылась ещё в 2014 году.

### Лабораторные животные
Закон «О защите домашних животных» определяет эксперименты над животными как использование животных для научных исследований, диагностики заболеваний, разработки и изготовления фармацевтических и химических препаратов, образовательных целей и т. п. К таким экспериментам также относятся производство и разведение генетически модифицированных животных. Кроме того, в ЕС в целом уже более десяти лет запрещено использовать животных для тестирования готовой косметики и её отдельных ингредиентов. В Швеции эксперименты над животными можно проводить при условии, что: цели исследования невозможно достичь иным образом; привлекается минимальное количество животных; исследованию сопутствует минимум страданий; животные должны быть выращены специально для научных целей.
Закон также обязывает исследователей, перед началом эксперимента над животными получить разрешение комитета по этике. Комитет оценивает, является ли цель эксперимента достаточно весомой для оправдания страданий, которые будут причинены животным.
Государство также поддерживает альтернативные методы исследований без использования животных (например, исследования на биологических тканях или при помощи компьютерного моделирования). Соответствующие гранты можно получить, например, от Шведского научно-исследовательского совета или Фонда научных исследований без участия животных, который начиная с 1971 года профинансировал более 500 проектов.
Статистика использования подопытных животных неоднозначная. Европейский Союз включает в категорию лабораторных животных лишь тех, кого подвергли инвазивным процедурам (как минимум уколом иглой). Основываясь на таком определении, Государственное управление по сельскому хозяйству сообщает о 274 655 лабораторных животных, использованных в Швеции в 2018 году (в 2015 году — эта цифра составляла 258 403). Шведское определение подопытных животных значительно шире: оно включает всех животных, используемых с научной целью, в том числе рыб и головоногих моллюсков, которых отлавливают, чтобы оценить и промаркировать их популяцию. Следуя такому определению, в 2018 году в Швеции для исследований было использовано 5,8 млн животных, а в 2015 — 16,4 млн.

### Индустрия развлечений
Закон «О защите домашних животных» запрещает причинять животным страдания при дрессировке, спортивных мероприятиях, соревнованиях, съемках, выставках и представлениях для публики. Запрещено использование допинга. Закон также требует, чтобы на спортивных мероприятиях с участием животных присутствовал ветеринар, который должен провести осмотр зверей и места проведения мероприятия.
Передвижные выставки, демонстрирующие обезьян, хищников (за исключением домашних кошек и собак), тюленей, слонов, носорогов, бегемотов, оленей (за исключением северных оленей), жирафов, кенгуру, страусов, хищных птиц, крокодилов запрещены. Этих же животных запрещено использовать в цирках.
Цирки, в которых выступают животные, проверяются минимум раз в год перед первым представлением представителями административного совета лена. Дополнительные проверки производятся в случае существенного изменения условий содержания или количества животных.
Во время цирковых представлений запрещается требовать от зверей больше, чем позволяют их физические и интеллектуальные возможности. Если травма или болезнь животного требовала медицинского наблюдения, перед тем как возвращать его на арену, необходимо получить разрешение ветеринара. У цирковых животных должна быть возможность каждый день гулять на свежем воздухе, если позволяет погода. На месте выгула у них должна быть возможность найти тень, а также сухое и чистое место, чтобы прилечь. Посетители не должны тревожить зверей. Также их нельзя демонстрировать публике, пока животные на привязи.
Зоопарк может начать работу только после получения лицензии. Она выдается, лишь когда зоопарк соответствует требованиям по созданию обогащенной среды, полноценного питания, ветеринарного сопровождения и т. д. Загоны должны быть построены с расчетом на индивидуальные особенности каждого вида, позволяющие естественное поведение животных, например у медведей должна быть возможность рыть, лазить и купаться в водоеме. В целом также запрещено содержать диких зверей (приматов, хищных млекопитающих и птиц, гибридов домашних собак и кошек с дикими сородичами) дома в качестве домашних питомцев. Исключение составляют барсуки и домашние хорьки. Чтобы содержать диких животных частным образом, собственник должен предоставить им условия содержания, соответствующие требованиям для зоопарков.

### Охота
В Швеции охотятся на медведей, бобров, лосей, оленей, косуль, рысей, лисиц, зайцев, барсуков, диких свиней, а также на многие виды птиц. Время от времени проводится охота на волков с целью регуляции их численности, а также ограничения распространения ими заболеваний, что вызывает горячие дискуссии в обществе.
Для получения лицензии на пользование охотничьим оружием, необходимо сдать экзамен, состоящий из теоретической и практической частей.
Охота регулируется законом «О праве и правилах охоты», который гласит, что охотиться нужно так, чтобы не причинять животным излишние страдания и не подвергать опасности людей и собственность. Наказание за нарушение этого закона — штраф или до года заключения (до четырёх лет заключения при отягчающих обстоятельствах).

## Оценка ситуации
Организация экономического сотрудничества и развития относит Швецию к разряду стран с самыми высокими стандартами защиты животных в мире и призывает лоббировать тему прав животных на общеевропейском уровне, добиваясь ужесточения европейского законодательства. Согласно рейтингу World Animal Protection 2020, оценивающего законодательство и политику в этой сфере, Швеция наравне с Великобританией, Данией, Нидерландами, Австрией и Швейцарией получила оценку В. Так как наивысший балл А в последнем отчете не получил никто, эти страны оказались в лидерах рейтинга.
По данным специального издания «Евробарометр» 2016 года, 99 % жителей Швеции считают проблему защиты животных важной, 83 % выступают за её регулирование на уровне ЕС. 93 % жителей страны готовы платить больше за товары, созданные с учётом благополучия животных.
В то же время представители гражданского общества указывают, в каких сферах государство должно улучшить положение животных. Так, Швеция все ещё полностью не запретила использование диких животных в цирках и дельфинариях. Здесь продолжают работать меховые фермы, а также разрешается усыплять бродячих собак и котов.

## История вопроса
1844 • В риксдаге представили первый законопроект, запрещающий жестокое обращение с животными. В то время он не был принят.
1857 • Принят первый закон, вводивший ответственность за жестокое обращение со зверями. За такое преступление полагался штраф.
1882 • Основана Крупнейшая в Скандинавии организация по защите прав животных Djurens Rätt. Тогда одним из первых её членов стала шведская принцесса Евгения.
1901 • Ужесточение наказания за жестокое обращение с животными до тюремного заключения сроком шесть месяцев.
1907 • Действие законов против жестокого обращения распространяется и на диких животных, причем судебные решения под «животными» подразумевали, например, и рыб. Понятие толковалось широко.
1937 • Закон обязывает оглушать крупный скот перед убоем.
1944 • Швеция принимает первый закон о защите животных, на законодательном уровне обязывает обращаться с животными хорошо и запрещает причинять им излишние страдания.
1964 • Начал работу Фонд научных исследований без участия животных.
1976 • Принята Европейская конвенция о защите содержащихся на фермах животных.
1979 • Все эксперименты над животными должны пройти оценку консультативным комитетом по этике.
1985 • Запрет на использование антибиотиков в пище для стимуляции роста животных. Отныне антибиотики можно применять только по предписанию ветеринара.
1988 • Швеция приняла закон «О защите животных», действовавший до 2018 года. Его часто называют Lex Lindgren, «законом Линдгрен»: именно знаменитая шведская писательница обеспечила ему почти беспрепятственное прохождение через парламент.
1989 • Швеция ратифицировала Европейскую конвенцию по защите домашних животных.
1994 • Запрещены клетки для хорьков.
2007 • Отдельным законом регулируются права домашних животных — собак и котов — на еду, уход, общение с хозяином, качество воздуха, которым дышат кошки и собаки.
2009 • Лиссабонский договор ЕС признает за животными чувства и сознание.
2010 • Все собаки в стране должны быть зарегистрированы в специальном реестре.
2012 • Международная группа ученых приняла Кембриджскую декларацию, которая провозглашает, что с научной точки зрения все, что нужно для появления и развития сознания, есть не только у человека, но и у всех млекопитающих и птиц — и даже у некоторых других существ, например, у осьминогов.
2012 • В Швеции запрещено содержать кур в многоярусных клетках.
2014 • Криминализированы сексуальные действия в отношении животных.
2016 • Запрет на кастрацию свиней без использования анестезии.
2018 • Принят действующий закон «Об охране животных» (Djurskyddslag (2018:1192).
2019 • Принят «Порядок обеспечения защиты домашних животных» (Djurskyddsförordning (2019:66).
2022 • Расстрел шимпанзе в зоопарке Фурувика